# União das Freguesias de Pensalvos e Parada de Monteiros
Die União das Freguesias de Pensalvos e Parada de Monteiros ist eine portugiesische Gemeinde (Freguesia) im Kreis (Concelho) Vila Pouca de Aguiar im Norden Portugals.

## Geschichte
Die Gemeinde entstand im Zuge der Gebietsreform vom 29. September 2013 durch die Zusammenlegung der ehemaligen Gemeinden Pensalvos und Parada de Monteiros.
Pensalvos wurde Sitz der neuen Verwaltung.

## Demographie
| Freguesia | Freguesia                       | Freguesia | Freguesia       | ehemalige Freguesias | ehemalige Freguesias | ehemalige Freguesias | ehemalige Freguesias |
| --------- | ------------------------------- | --------- | --------------- | -------------------- | -------------------- | -------------------- | -------------------- |
| Wappen    | Freguesia                       | Einwohner | Fläche in (km²) | Wappen               | Freguesia            | Einwohner            | Fläche in (km²)      |
|           | Pensalvos e Parada de Monteiros | 288       | 47,17           |                      | Pensalvos            | 278                  | 23,74                |
|           | Pensalvos e Parada de Monteiros | 288       | 47,17           | Parada de Monteiros  | 72                   | 23,43                |                      |